# Ischalis palthidata
Ischalis palthidata är en fjärilsart som beskrevs av Felder 1874. Ischalis palthidata ingår i släktet Ischalis och familjen mätare. Inga underarter finns listade i Catalogue of Life.